# Lynetteholm
Lynetteholm és un projecte d'illa artificial a la costa de Copenhaguen a Dinamarca que s'obrirà el 2070.
El projecte fou presentat el 2018 pel primer ministre danès Lars Løkke Rasmussen i Frank Jensen, l'alcalde de Copenhaguen, com a mesura per compensar la manca de superfície disponible per a la construcció.
Lynetteholm és concebuda com una extensió de 3 quilòmetres quadrats de l'illa de Refshaleøen. Estarà connectada a terra ferma per una carretera i una línia de metro. L'illa hauria d'allotjar aproximadament 35.000 residents. També tindrà la funció de protegir Copenhaguen contra l'augment del nivell del mar.
Els grups ecologistes han presentat una apel·lació contra Lynetteholm al Tribunal de Justícia de la Unió Europea per l’impacte mediambiental del projecte. Es preveu que els camions hauran de fer 350 viatges al dia per Copenhaguen per lliurar els 80 milions de tones de terra necessàries per crear la península sola. Als ecologistes també els preocupen el moviment de sediments al mar i el possible impacte sobre els ecosistemes i la qualitat de l'aigua.
La projecció és que l'illa tingui les bases instal·lades el 2035 i que aquest ambiciós projecte estigui completat el 2070. El projecte serà propietat de CPH City&Port Development, una companyia participada conjuntament per la ciutat de Copenhaguen i l'estat danès.